# Бренци
Бре́нци (Малиена; латыш. Brenci, Maliena; устар. Бренчи, Бренцы, Бранцы, Брензе) — населённый пункт («среднее село», латыш. vidējciems) в Алуксненском крае Латвии. Административный центр Малиенской волости. Расположен на региональной автодороге P41 (Алуксне — Лиепна). Расстояние до города Алуксне составляет около 12 км. 

## Население
По состоянию на март 2017 года, согласно данным Управления по делам гражданства и миграции Министерства внутренних дел Латвийской Республики, на территории населённого пункта Бренци проживает 153 человек.
В 2013 году население составляло 150 человек, в 2007 году — 294 человека, в 2003 году — 250 человек.

## История
В 1970-х годах населённый пункт носил название Малиена и был центром Малиенского сельсовета Алуксненского района. В селе располагался колхоз «Малиена».